# Meredith Hunter
Meredith Hunter (24. oktober 1951 – 6. december 1969) var en tilskuer til koncerten Altamont Free Concert i 1969. Mens gruppen The Rolling Stones optrådte blev Meredith Hunter stukket ihjel af et medlem af Hells Angels, efter at han havde trukket en revolver. Hells Angels var hyret som vagtværn under koncerten. Hells Angels medlemmet blev efterfølgende tiltalt for drab, men blev frifundet for anklagerne, da det blev vurderet, at han handlede i selvforsvar.
Hændelsen skete under The Rolling Stones' sang: "Under My Thumb", men der gik rygter i gang at bandet optrådte med "Sympathy For The Devil", hvilket medvirkede til at bandet ikke spillede 'Sympathy' live i syv år.
Koncerten fra Altamont, og knivstikkeriet blev dokumenteret i filmen af Albert & David Maysle: "Gimme Shelter".
Meredith Hunter var på daværende tidspunkt, hvor han blev slået ihjel, kæreste med en hvid pige, Patty Bredehoft.